# Роккетта-ді-Вара
Роккетта-ді-Вара (італ. Rocchetta di Vara, ліг. A Rocheta) — муніципалітет в Італії, у регіоні Лігурія,  провінція Спеція.
Роккетта-ді-Вара розташована на відстані близько 350 км на північний захід від Рима, 70 км на схід від Генуї, 16 км на північний захід від Спеції.

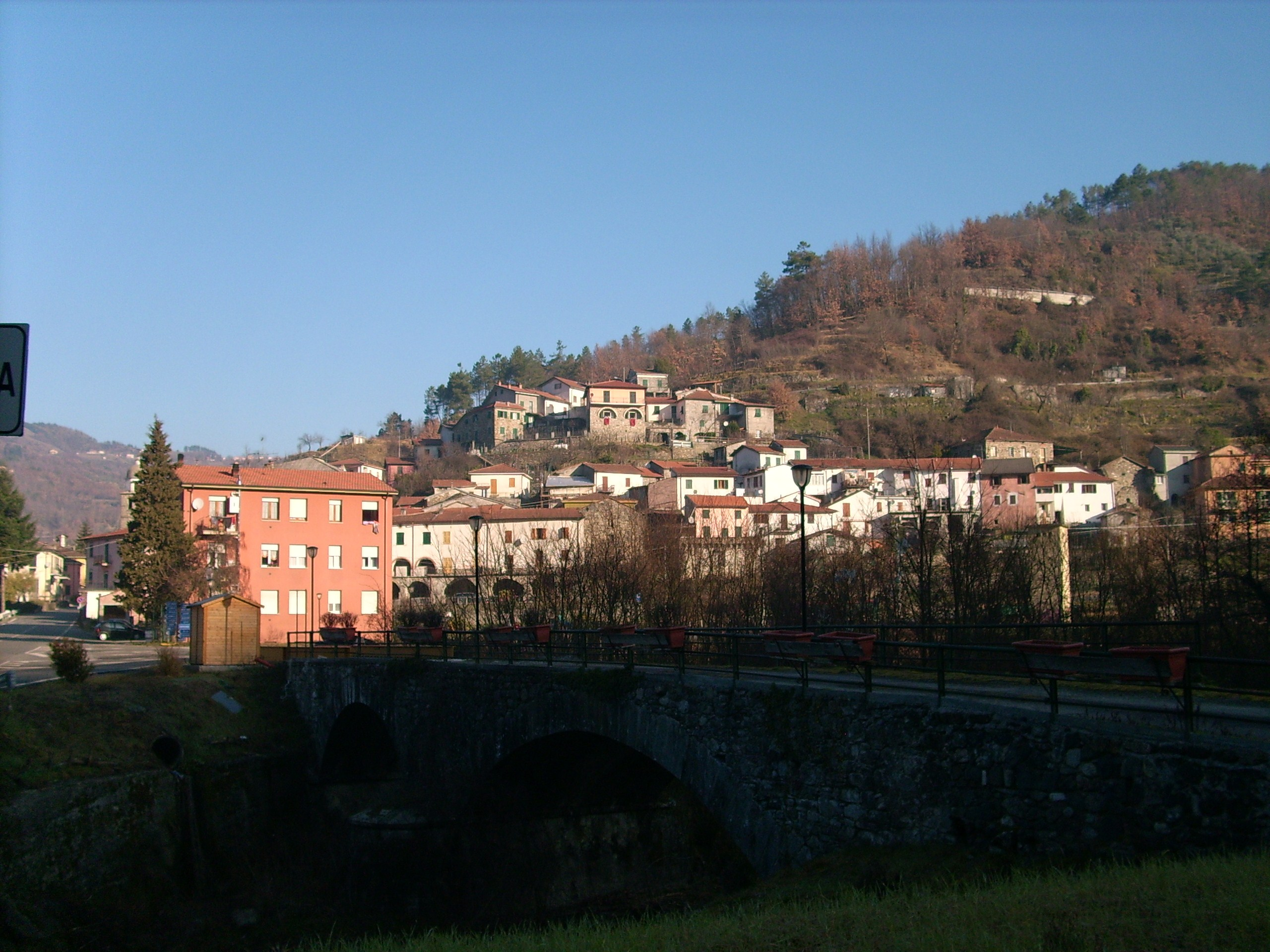

Населення — 708 осіб (2014).

## Демографія
Населення за роками:

Станом на 1 січня 2023 року в муніципалітеті офіційно проживали 52 іноземці з 9 країн, серед них 30 громадян країн Євросоюзу.

## Сусідні муніципалітети
- Беверино
- Боргетто-ді-Вара
- Бруньято
- Каліче-аль-Корновільйо
- Мулаццо
- Цері
- Циньяго